# Televisión Castilla y León
Televisión Castilla y León era un canal de televisión privado de Castilla y León, actualmente integrado en la Sociedad Radio Televisión de Castilla y León, adjudicataria del concurso de Televisión Digital Terrestre en Castilla y León, que hasta la actualidad emite en sistema analógico en las provincias de la comunidad autónoma como una red de televisiones locales. 
Surgió a través de la unión de una serie de televisiones locales privadas que gestionaban redes de cable. Esta red acabaría formando la sociedad Retecal, absorbida después por Ono. Tras diversos movimientos empresariales, Televisión Castilla y León es propiedad del empresario José Luis Ulibarri, vinculado también a diversos medios audiovisuales de la Comunidad Valenciana o al grupo empresarial Grupo Begar.

## Antiguas televisiones integrantes
Hasta este mismo año 2009, en que Televisión Castilla y León quedará integrada definitivamente en la Sociedad Radio Televisión de Castilla y León, S.A. con el inicio de las emisiones en TDT, el grupo cuenta con emisoras en diferentes puntos de Castilla y León y está integrado por Canal 29 Valladolid (Valladolid), Televisión Aranda (Aranda de Duero), TV Ávila (Ávila), Canal Béjar y Comarca (Béjar), Televisión Benavente (Benavente), TV Burgos (Burgos), Televisión Ciudad Rodrigo (Ciudad Rodrigo), Televisión de León (León), Televisión Medinense (Medina del Campo), Televisión Miranda (Miranda de Ebro), Televisión Norte de Burgos (Merindades), Televisión Palencia (Palencia), Televisión Ponferrada (Ponferrada), Televisión Salamanca (Salamanca), Televisión Segovia (Segovia), Soriavisión (Soria) y Televisión Zamora (Zamora).

## Áreas de cobertura
Valladolid y provincia, Aranda de Duero y alrededores, Ávila, Béjar y comarca, Benavente y alrededores, provincia de Burgos, Ciudad Rodrigo y alrededores, León capital y provincia, Medina del Campo y comarca, Miranda de Ebro, Palencia y provincia, Ponferrada y alrededores, Segovia y provincia, Salamanca, Soria y provincia, y Zamora y provincia.

## Formación de RTV de Castilla y León y adjudicación de la licencia de TDT
La Junta de Castilla y León sacó a concurso la adjudicación de dos canales autonómicos de TDT. La empresa ganadora fue Radio Televisión de Castilla y León, la cual, el 2 de febrero de 2009, empezó las emisiones en pruebas de la programación conjunta de las dos cadenas. La programación conjunta era una parte de la transición entre las empresas que en ese momento emitían programación autonómica (Televisión Castilla y León y Canal 4 Castilla y León) y Radio Televisión Castilla y León que consistía en la emisión de algunos programas en las dos cadenas, aunque no simultáneamente. Los momentos en que esto ocurría compartían mosca televisiva los dos canales. Dicha mosca es la unión de los logotipos de Canal 4 Castilla y León y Televisión Castilla y León.
Las emisiones en pruebas de RTVCyL con sus 2 canales CyL7 y CyL8 empezaban el 26 de febrero, aunque no sería hasta el 9 de marzo cuando empezarían a emitir de manera regular, tanto en TDT como en sistema analógico.